# Referendo de Quebec 1980
O referendo de independência de Quebec em 1980 foi o primeiro referendo em Quebec sobre o lugar de Quebec no Canadá e se Quebec deveria seguir um caminho em direção à soberania. O referendo foi convocado pelo governo do Parti Québécois (PQ) de Quebec, que defendia a separação do Canadá.
O referendo em toda a província ocorreu em 20 de maio, e a proposta de buscar a secessão foi derrotada por uma margem de 59,56% a 40,44%.
Um segundo referendo sobre a soberania, realizado em 1995, também rejeitou a secessão, embora por uma margem muito menor (50,58% a 49,42%).